# Médio Oriente
Oriente Médio
| Gentílico       | médio-oriental |
| Países          | 18 (ver) |
| Idiomas         | Oriente Médio: Árabe, Aramaico, Copta, Azeri, Grego, Hebraico, Curdo, Persa, Turco Grande Oriente Médio: Árabe, Armênio, Aramaico, Copta, Azeri, Balúchi, Grego, Dari, Georgiano, Hebraico, Curdo, Pachto, Persa, Panjabi, Turco, Urdu |
| Fusos horários  | UTC +2:00 (Egito) a UTC +3:30 (Irã) |
| Maiores cidades | Em ordem de classificação: Cairo, Istambul, Teerã, Bagdá, Riade, Ancara, Jidá |

O Médio Oriente (português europeu) ou Oriente Médio (português brasileiro) (em árabe: ٱلشَّرْقُ ٱلْأَوْسَطُ; romaniz.: ʔaš-Šarq ʔal-ʔAwsaṭ; em hebraico: מִזְרָח; romaniz.: Mizrāḥ; em siríaco: ܡܲܕ݂ܢܚܵܐ; romaniz.: Maḏnəḥā) é um termo que se refere a uma área geográfica à volta das partes leste e sul do mar Mediterrâneo. É um território que se estende desde o leste do Mediterrâneo até ao golfo Pérsico. O Oriente Médio é uma sub-região da Afro-Eurásia (partes da Turquia estão na Europa, e o país é considerado por alguns como parte da última), sobretudo da Ásia, e partes da África setentrional. Comparada com o restante da Ásia, é uma região geograficamente pequena, com uma área aproximada de 7 200 000 km². A população do Oriente Médio é de 270 milhões de habitantes.
A maioria dos países do Oriente Médio (13 de 18) faz parte do mundo árabe. Os países mais populosos da região são Egito, Turquia e Irã, enquanto a Arábia Saudita é o maior país do Oriente Médio em área. A história do Oriente Médio remonta a tempos remotos, sendo reconhecida há milênios a importância geopolítica da região. Várias religiões importantes têm suas origens no Oriente Médio, incluindo o judaísmo, cristianismo e islão. Os árabes constituem o principal grupo étnico da região, seguidos pelos turcos, persas, curdos, azeris, coptas, judeus, assírios, turcomanos iraquianos, yazidis e cipriotas gregos.
O Oriente Médio geralmente tem um clima quente e árido, especialmente nas regiões árabe e egípcia. Vários rios importantes fornecem irrigação para apoiar a agricultura em áreas limitadas aqui, como o Delta do Nilo no Egito, as bacias hidrográficas do Tigre e do Eufrates na Mesopotâmia e a bacia do rio Jordão que abrange a maior parte do Levante. Essas regiões são conhecidas coletivamente como o Crescente Fértil e compreendem o núcleo do que os historiadores há muito chamam de berço da civilização (um rótulo agora aplicado a várias regiões do mundo). Por outro lado, a costa levantina e a maior parte da Turquia têm climas relativamente temperados típicos do Mediterrâneo, com verões secos e invernos frios e úmidos. A maioria dos países que fazem fronteira com o Golfo Pérsico possui vastas reservas de petróleo, com os monarcas da Península Arábica em particular se beneficiando economicamente das exportações de petróleo. Devido ao clima árido e à forte dependência da indústria de combustíveis fósseis, o Oriente Médio é um grande contribuinte para a mudança climática e uma região que deve ser severamente impactada negativamente por ela.
Existem outros conceitos da região, incluindo o mais amplo Oriente Médio e Norte da África (MENA), que inclui os estados do Magrebe e do Sudão, ou o "Grande Oriente Médio", que também inclui partes da África Oriental, Mauritânia, Afeganistão, Paquistão, e às vezes o sul do Cáucaso e a Ásia Central.

## História
O Oriente Médio fica na junção da Eurásia, da África, do mar Mediterrâneo e do Oceano Índico. É o local de nascimento e centro espiritual do cristianismo, islamismo, judaísmo, iazidi, mitraísmo, zoroastrismo, maniqueísmo e bahá'i. Ao longo de sua história, o Oriente Médio tem sido um grande centro de negócios do mundo, uma área estratégica, económica, política, cultural e religiosamente sensível.

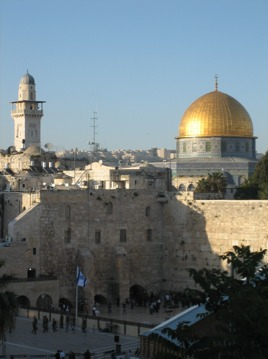
O monte do Templo em Jerusalém.

As primeiras civilizações da Mesopotâmia e do Antigo Egito, originaram-se no Crescente Fértil e em regiões do vale do Nilo do antigo Oriente, assim como as civilizações do Levante, Pérsia e da Arábia. O Oriente Médio foi unificado pela primeira vez sob o Império Aquemênida seguido mais tarde pelo Império Macedônio e império iranianos, a saber, o Império Parta e o Império Sassânida. No entanto, seriam os califados árabes na Idade Média ou idade de ouro islâmica, que primeiramente iriam unificar todo o Oriente Médio como uma região distinta e criar a identidade étnica dominante que persiste até hoje. Os Império Seljúcida, o Império Otomano e o Império Safávida também depois dominariam a região.
O moderno Oriente Médio surgiu após a Primeira Guerra Mundial, quando o Império Otomano acabou e a Palestina passou a ser administrada pela Inglaterra. Isso fez com que os conflitos entre árabes e judeus se intensificassem ainda mais. A Inglaterra apoiava o movimento sionista, criado para fundar um Estado Judaico na Palestina que era considerada o berço do povo judeu, que vinha sofrendo perseguições em todo o mundo, mas sem violar os direitos dos Palestinos que já viviam ali. Assim na década de 20 ocorreu uma grande migração de judeus para a Palestina.
Após a Segunda Guerra Mundial e o fim do Holocausto (que matou mais de 6 milhões de judeus), a Organização das Nações Unidas aprovou em 1947, a criação de dois estados: um judeu (ocupando 57% da área) e outro Palestino (ocupando o resto do território). Essa partilha de terras desagradou os Palestinos (árabes). Em 1948 quando os ingleses desocuparam a região, os judeus criaram o Estado de Israel sendo que um dia depois, os árabes insatisfeitos com a partilha declararam guerra. Acabou que os árabes foram derrotados e esse conflito fez Israel conseguir aumentar seu território de 57% para 75%.
No século XX, ações importantes da região do petróleo deu-lhe nova importância estratégica e econômica. A produção em massa do petróleo começou por volta de 1945, com a Arábia Saudita, Irã, Cuaite, Iraque e Emirados Árabes Unidos com grandes quantidades de petróleo. As reservas de petróleo estimadas, especialmente na Arábia Saudita e Irã, estão entre as maiores do mundo, e o cartel internacional do petróleo da OPEP é dominado por países do Oriente Médio.
Durante a Guerra Fria, o Oriente Médio foi um teatro de luta ideológica entre as duas superpotências: os Estados Unidos e a União Soviética, que competiam por zonas de influências e aliados regionais. É claro que, além dos motivos políticos, houve também o "conflito ideológico" entre os dois sistemas. Neste quadro contextual, os Estados Unidos procuraram desviar o mundo árabe da influência soviética.
Desde o final da Segunda Guerra Mundial, a região tem tido períodos de relativa paz e tolerância, pontuada por conflitos e guerras como a Guerra do Golfo, a Guerra do Iraque, o conflito árabe-israelense, as invasões americanas ao Iraque e Afeganistão e o atual conflito na Síria. Além disto, também atualmente, acusações contra o programa nuclear do Irã aumentam ainda mais a instabilidade da região.

## Geografia

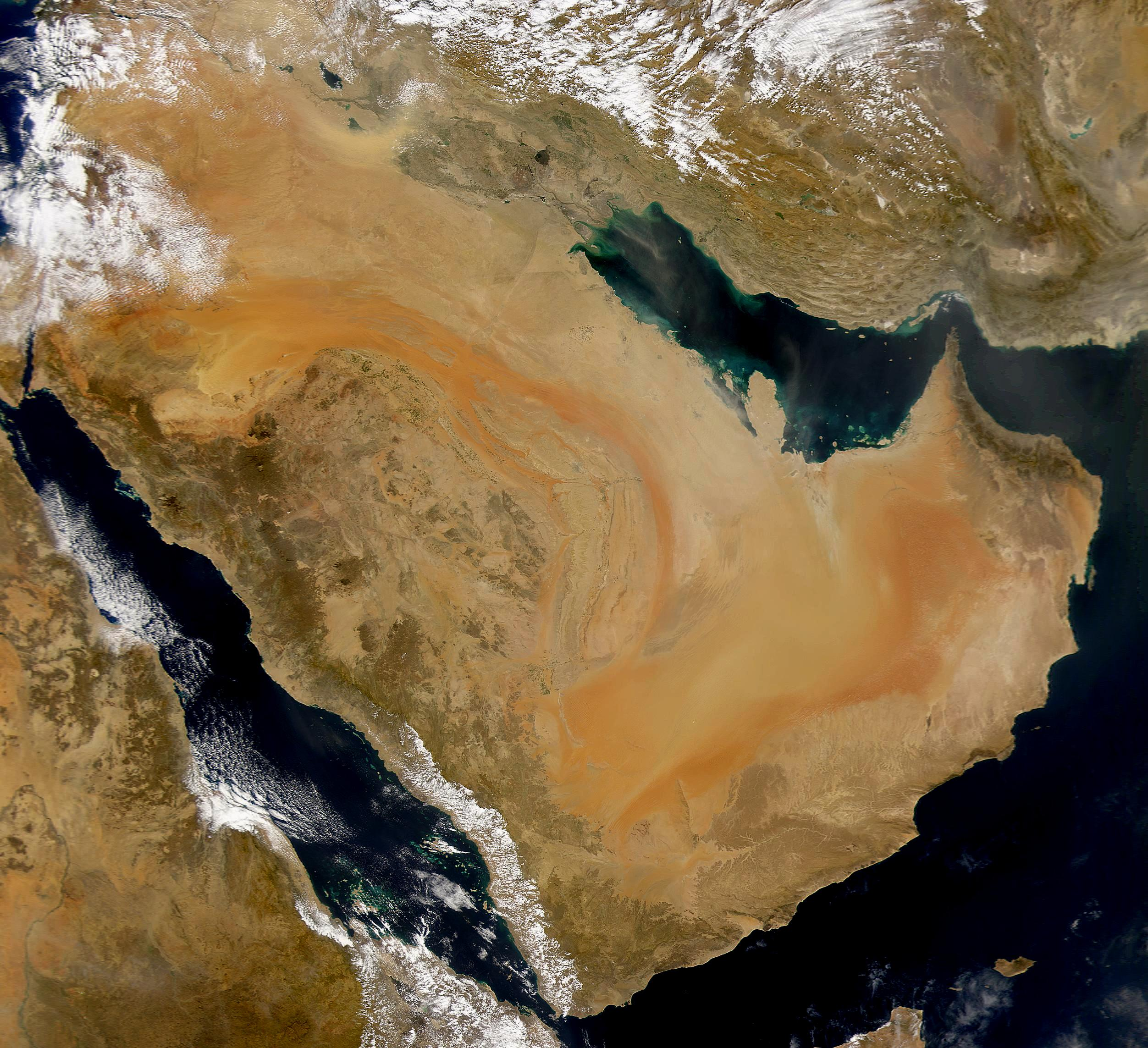
Imagem de satélite da península Arábica

O clima predominante no Oriente Médio é seco (desértico) e a região apresenta poucos rios. Os maiores e mais importantes são o Tigre e o Eufrates, entre os quais há a Mesopotâmia, região muito fértil para a agricultura e berço da civilização mesopotâmica.[carece de fontes?]
Mesmo atravessando uma região árida, de poucas chuvas, os rios Tigre e Eufrates não secam, porque suas nascentes encontram-se numa região de muita chuva na Turquia. A água é um recurso natural muito escasso no Oriente Médio. Há previsões de que nesse século haverá muitas guerras e conflitos pela posse da água. Muitos países precisam importá-la ou dessalinizar água do mar para obter água potável. Essas medidas, contudo, são caras.[carece de fontes?]

### Clima
O clima do Oriente Médio é árido e semiárido, o que proporciona o predomínio de uma paisagem vegetal marcada pela presença de espécies xerófilas (nas áreas de clima árido) ou de estepes e pradarias (nas áreas de clima semiárido). Apenas pequenas faixas de terra, na porção litorânea, apresentam climas um pouco mais úmidos, onde há presença de formações vegetais arbustivas. A vegetação da região ocidental esta baseada em xerófitas e estepes, vegetação rala e seca com baixa produtividade agrícola.

## Demografia
O Oriente Médio destaca-se pela variedade de etnias, origens, com culturas e religiões diversas. A etnia predominante é a árabe. Israel, Turquia, Chipre e Irã são países não árabes.
A população conta com 320 milhões de habitantes que são, em sua maioria, de origem arábica. O Oriente Médio, conta também com turcos, persas, judeus e curdos. A densidade demográfica é mediana e os países mais populosos da região são Irã e a Turquia que somam cerca de 140 milhões de habitantes, ultrapassando 50% de toda a população do Oriente Médio. Há países, porém, que tem sua população bem restrita; é o caso do Catar, Barém, Emirados Árabes Unidos, Omã e Cuaite, que juntos não somam nem oito milhões de habitantes. A estrutura etária da população é formada, em sua maioria, por jovens. A maioria dos países possui o IDH médio ou alto. O Oriente Médio é o berço das três principais religiões monoteístas do mundo: cristianismo, judaísmo e islamismo.

## Territórios e regiões

Definição tradicional do Oriente Médio
Definição do G8 do Grande Oriente Médio
Cáucaso e Ásia Central (algumas vezes associada ao Grande Oriente Médio)

O termo Oriente Médio define uma área de forma pouco específica, ou sem definição de fronteiras precisas. Geralmente considera-se incluir:
| - Afeganistão - Arábia Saudita - Bahrein - Catar - Chipre - Egito (parte asiática) - Emirados Árabes Unidos - Iêmen - Israel | - Irão - Iraque - Jordânia - Kuwait - Líbano - Omã - Palestina - Síria - Turquia (parte asiática) |

Destes, os únicos países não totalmente asiáticos são o Egito (que tem seu território da península do Sinai na Ásia mas é majoritariamente africano) e a Turquia (majoritariamente asiático, mas com a Trácia incluída na Europa).[carece de fontes?]
O Paquistão é considerado parte intersecional entre o Subcontinente Indiano e a Ásia Meridional ou sul da Ásia, mas raramente no Oriente Médio.[carece de fontes?]

## Política
O Oriente Médio é uma das regiões mais conflituosas do mundo. Diversos fatores contribuem para esse fato, como sua própria história e posição no contexto geopolítico mundial, no contato entre três continentes (Europa, Ásia, África); suas condições naturais, pois a maior parte dos países ali localizados são dependentes de água de países vizinhos; a presença de recursos estratégicos no subsolo, como o petróleo e gás. Existe uma pluralidade de formas de governo; monarquistas (Arábia Saudita, Barém, Emirados Árabes Unidos, Catar, Omã e Jordânia), nacionalismo árabe (Síria e Egito são repúblicas onde há eleição e partidos políticos e Iémen, apesar que nos últimos anos está com um governo provisório), república teocrática (Irão), república parlamentarista (Líbano, Iraque e Turquia), emirado constitucional (Cuaite) e democracia parlamentar (Israel).

## Economia

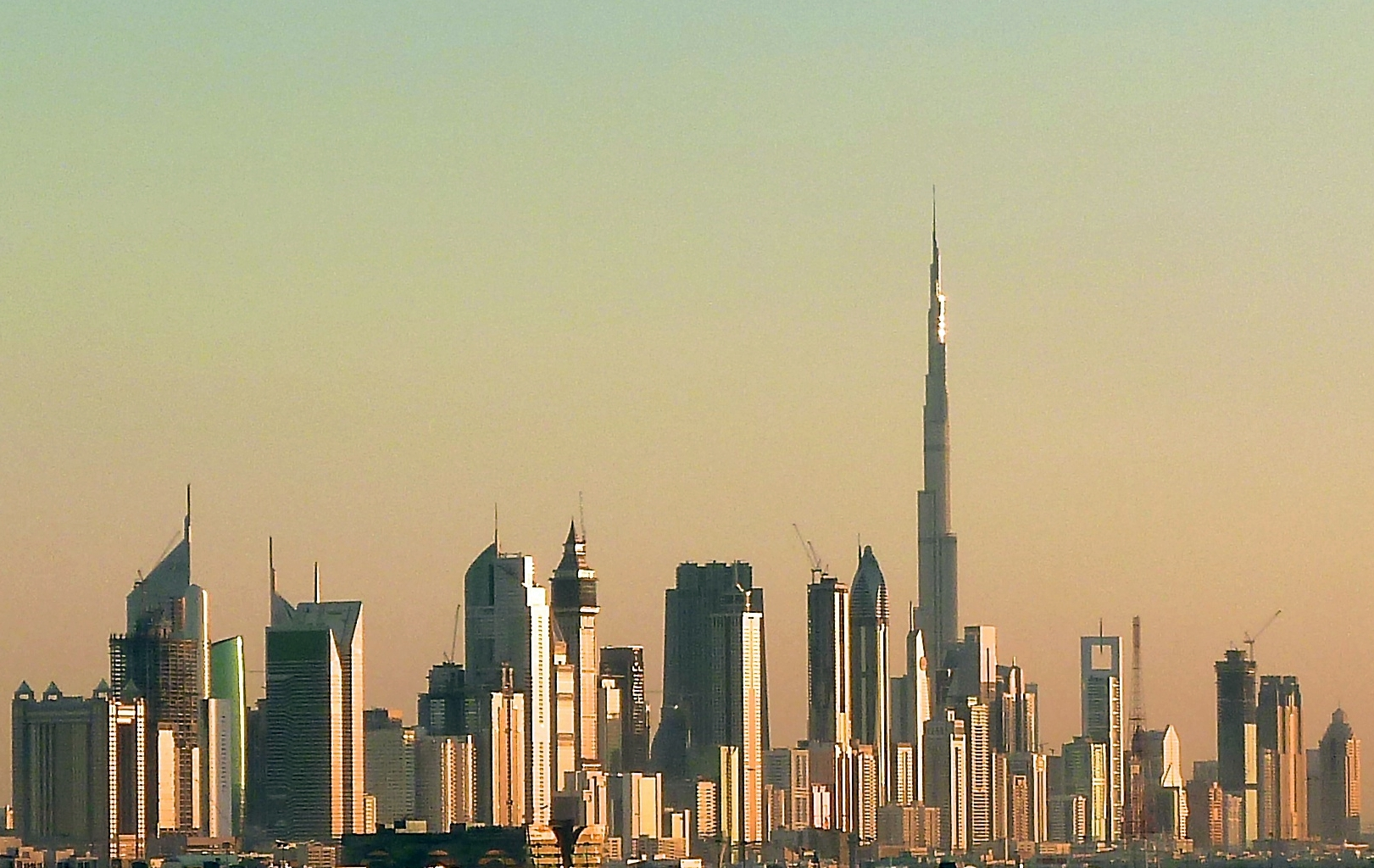
Dubai, Emirados Árabes Unidos.

O Oriente Médio está sobre uma dobra tectônica que se inicia na Mesopotâmia e se prolonga até o golfo Pérsico. Nela, encontra-se uma magnífica reserva de petróleo, que representa 60% das reservas mundiais desse minério. Os principais países exportadores de petróleo são: Arábia Saudita, Iraque, Irã, Cuaite, Barém, Catar e Emirados Árabes Unidos. Essa grande quantidade de petróleo, aliada a fatores econômicos e políticos, criou as condições para a formação, na década de 1960, da Organização dos Países Exportadores de Petróleo (OPEP). As elevadas rendas per capita do Cuaite e da Arábia Saudita revelam que esses países obtêm muito lucro com a venda de petróleo, entretanto, a população dos países petrolíferos é, em geral, pobre, fato que decorre da má distribuição de renda.[carece de fontes?]
Embora o predomínio de climas áridos e semiáridos no Oriente Médio prejudique o desenvolvimento da agropecuária, ela é outra atividade econômica importante na região. Ela é realizada predominantemente de forma tradicional, com uso de pouca tecnologia e mecanização, e incorpora até 40% da população economicamente ativa. A atividade econômica tradicional do Oriente Médio é o pastoreio nômade. Destacam-se as criações de carneiros, cabras e camelos em áreas desérticas. Na Planície Mesopotâmica, também conhecida como "crescente fértil", cultivam-se frutas, arroz, trigo e cana-de-açúcar, utilizando-se a técnica de irrigação. Na região mediterrânea, destacam-se culturas comerciais como oliveira, fumo, trigo e tâmara.[carece de fontes?]

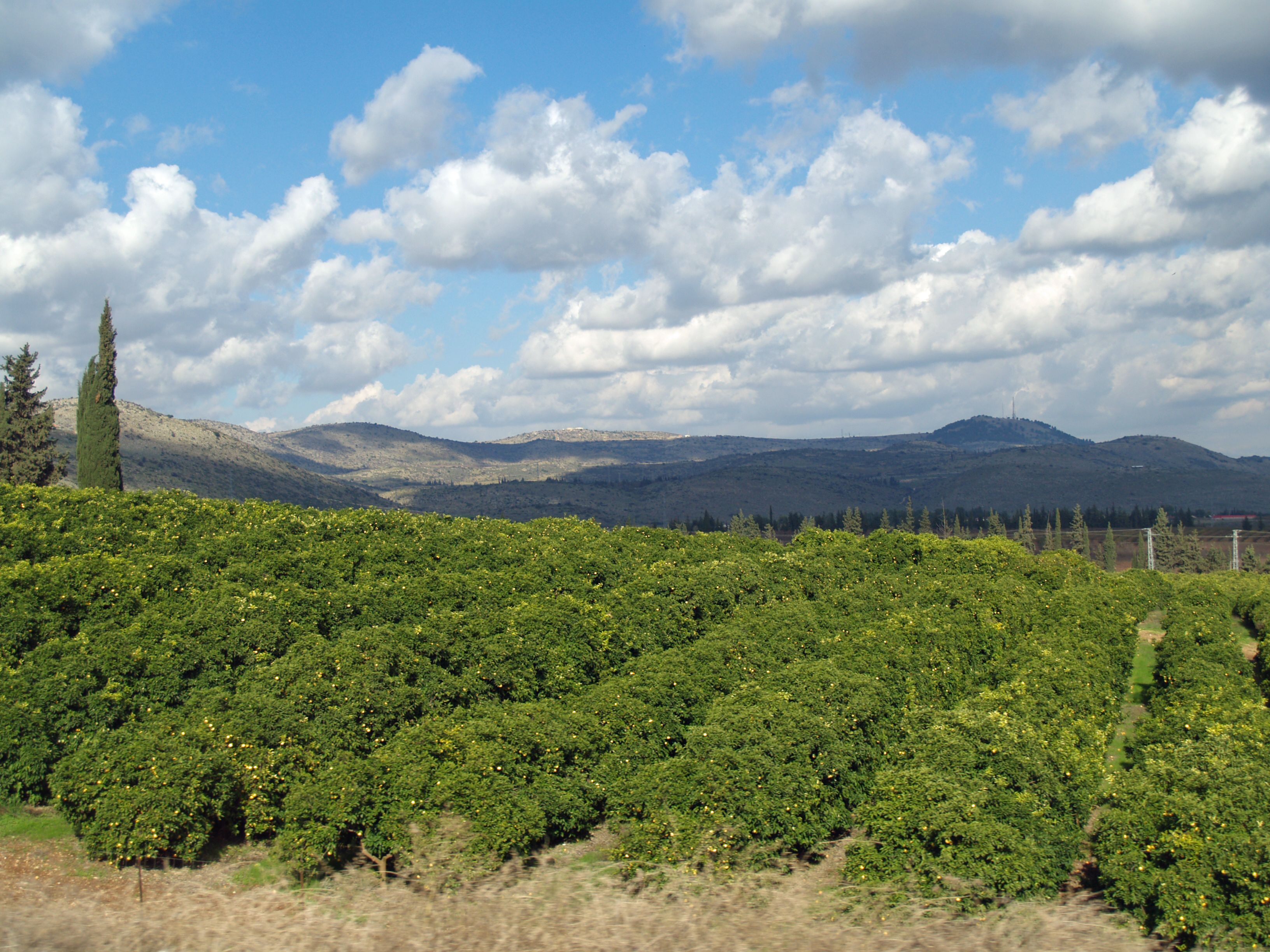
Plantação de limão em Israel.

O turismo é também um segmento econômico importante para alguns países do Oriente Médio, como Israel e Turquia - que juntos recebem cerca de 2,5 milhões de turistas por ano. Já o setor industrial no Oriente Médio apresenta pouca expressividade. Nos países petrolíferos, há refinarias e petroquímicas. Outras indústrias se relacionam aos setores mais tradicionais, como o têxtil e o alimentício. Israel é um caso à parte e tem um parque industrial desenvolvido e uma economia independente da exportação de petróleo.

## Religião
A região é conhecida por ser o berço das três maiores religiões monoteístas, o judaísmo, o cristianismo e o islamismo, essa que predomina hoje no Oriente Médio. Para os muçulmanos, Meca, na Arábia Saudita, é uma cidade sagrada, além de várias outras, tendo Jerusalém como maior questão para as três religiões. Há grupos menores de muçulmanos, como os drusos e os alauítas.
A região abriga ainda cerca de 13 milhões de cristãos - muitos de igrejas árabes, como a copta ou a maronita, que estão entre as mais antigas do cristianismo. Além disso, há cerca de seis milhões de judeus na região, quase todos em Israel.